# 桑田真澄
桑田 真澄（くわた ますみ、1968年4月1日 - ）は、大阪府八尾市出身の元プロ野球選手（投手）、野球解説者・野球評論家、コーチ。

## 概要
投手として読売ジャイアンツでは7度のリーグ優勝、4度の日本シリーズ優勝に貢献。個人ではNPBで合計15個のタイトル（4個）・主要表彰（11個）を獲得している。
学位は修士（スポーツ科学）早稲田大学大学院・2010年。高校野球甲子園戦後最多勝利数投手。
ゴールデングラブ賞を投手最多タイ記録となる計8回受賞している。
PL学園高校時代は、清原和博との「KKコンビ」でチームをけん引し、甲子園通算20勝の戦後最多記録を保持する。プロ入り後は先発投手として読売ジャイアンツを支えた。
2007年にピッツバーグ・パイレーツで現役を引退してからは、フリーランスの野球解説者として活動するかたわら、早稲田大学大学院スポーツ科学研究科修士課程で修士（スポーツ科学）を取得した。また、指導者講習会を主催する特定非営利活動法人「アミーチ・デル・クオーレ」理事長、ボーイズリーグの麻生ジャイアンツ会長、東京大学運動会硬式野球部の特別コーチのほか、日本野球機構（NPB）「統一球問題における有識者による第三者調査・検証委員会」の特別アドバイザー、PL学園硬式野球部OB会会長を務める。
弟はプロゴルファーの桑田泉。長男は独立リーグに所属していた元プロ野球選手の桑田真樹、次男はブライダルモデルでミュージシャンのMatt。

## 経歴（プロ入り前）

### 小学校時代
小学2年次、町内会の「はやぶさ子供会ソフトボールチーム」でソフトボールを始め、4月1日生まれのため、同学年で一番若いというハンデをものともせず、6年生主体のAチームでショートのレギュラーポジションを獲得。3年生からはボーイズリーグ（硬式野球）の八尾フレンドに所属し、父・泰次により創意工夫された練習や特訓なども行っていた。5年生からは主戦級投手として活躍した。

### 中学時代
1980年4月、八尾市立大正中学校へ進学後は、中学の野球部に所属し、準硬式の試合（大阪中学校優勝野球大会）に出場した。入学直後に外野手・一塁手としてレギュラーとなり、秋から主戦級投手として活躍した。
2年次には、第32回大阪中学校優勝野球大会で優勝した守口市立八雲中学校（エースは清水哲）に0-1で惜敗した。3年次は、出場した春の中河内地区大会、大阪府大会、八尾市大会、第33回大阪中学校優勝野球大会の全てを制覇している。
大正中学時代は、後にプロに進んだ西山秀二とバッテリーを組んでいた。桑田、西山を擁する大正中は、投打とも群を抜く強さだったと言われ、また大会50周年記念誌には、「桑田の球はファウルにするのがやっとという有様で、たまに出塁しても、見事なピックオフプレーにやられ、完敗を喫した。負けて悔しいというよりも、あまりの力の差に唖然とさせられるばかりだった」と、桑田を物語る逸話が掲載されている。
西山は「140km/hくらいの球を、中学生の頃から放ってたね。すんごいコントロールしとったよ。ミットを構えた所にしか、ホンマにボールが来なかった」「プロに入って、暴投を捕れなくてコーチに怒られた時、『桑田はこんな所に来ぃひんかったもん。中学生でもそうなのに、なんでプロが出来へんの?』と聞きましたよ」「誰も打てんかった。高校野球で、1年生から優勝して当たり前、プロでも活躍して当たり前、そういうボールやった」「ずーっと野球やってきて、総合的に桑田が一番凄いと思う。俺の中では歴代ナンバーワンのピッチャーは桑田」と語っている。
進路方針等で学校側と揉め、3年生3学期に八尾市立成法中学校に転校し、同校を卒業した。

### 高校時代
1983年4月、PL学園高等学校に入学した。同期では、清原和博、松山秀明、今久留主成幸、内匠政博の4人がプロ入りしている。
PL入学直後は、「4番は清原、エースは田口権一」が既定路線で、桑田は「お前はあっちに行っておれ」という扱いであった。中学時代の実績を考慮され、私学大会などで登板機会が何回かあったが、いずれも痛打され、監督から外野手転向を言い渡された。失意の中、ある日、母親が練習を見に来た際に「もう投手ではダメなのでPLを辞めようかと思っている」と打ち明けたが、母は「補欠でもいいから投手として3年間、PLでやり通しなさい」と返答し、「もう辞めさせてください」と、いつ言いに行こうかと思いながら、汗を流す毎日が続いた。
桑田が入学する前のPL学園は、1981年、1982年と春のセンバツを連覇したが、夏は4年連続（1979年-1982年）で甲子園出場を逃しており、1983年のV奪回は至上命令だった。この年のPLは投手陣が安定せず、中村順司監督は、市神港高校・報徳学園の野球部監督として春4回、夏4回の甲子園出場経験があり、神戸製鋼の監督として都市対抗野球でも優勝（1977年）した清水一夫を臨時投手コーチとして招聘する。この清水が桑田の外野からの返球を見て、球の回転の良さに驚き、「おい、凄いのがおるじゃないか。学年など関係ない。私が夏までに立派なピッチャーにしてみせる」と発言し、桑田を投手に戻す。清水コーチのマンツーマンの指導が始まる。清水は後に「下半身が発達していながら、その使い方を知らなかった。だから足腰、膝の使い方を教えた。それだけでよかったんです。腕のしなり、天性の肩の強さは惚れ惚れするほど。毎日、私が桑田の球を自ら受け、一日、一日成長してゆくのが手に取るように分かったものでした。球の切れ、伸び、変化球の絶妙な使い方、どれをとっても素晴らしかった。そして、どんな過酷なトレーニングにも泣きそうな顔をしながらついて来た、見事な意志の力。私を恩人と今も慕ってくれているが、私としては『この子を使わん手はない』とコーチとして考えただけのこと」と述懐している。清水は桑田の下半身を徹底的に鍛え上げ、その方法は通常のスクワットが100回終ると前後に跳んで行うジャンピングスクワットを繰り返させるというもので、桑田が寮の階段を這って上らなければならなかったほどハードなものだった。
6月にレギュラー組に昇格。夏の甲子園に向けた大阪大会に背番号17番で清原、田口とともに1年生としてメンバー入り。打撃も買われての、投手兼外野手としての登録だった。大阪大会において、さして強いとは思えないチーム相手に、よたよたとした試合展開でやっと勝つPLの有様を見かねた清水が、4回戦の大阪スタヂアムでの吹田高校戦前に「もし桑田を先発させて負けるようなことがあったら全責任はワシが取ろう。ワシも長いこと野球に関係して来たが、この試合は桑田や。これで負けたら、ワシは一切野球から足を洗おうやないか」と中村へ桑田先発を進言。当初、中村は難色を示したが、清水の並々ならぬ自信と迫力、そして投手コーチとしての力量に、思い切った起用を決意。試合前まで弁当配りやバット運びをしていた1年生桑田の公式戦先発デビューが急遽、決まる。試合前は味方チームにもかかわらず上級生は桑田を一人にし、「ああ、もう負けや、三年間の高校野球は終わった」とか、「お前がおるからあかんのや」と桑田を苛めた。この試合、清原が公式戦初本塁打で桑田を援護し、桑田は相手打線を散発2安打に抑え、完封する。
決勝での先発は田口だったが、田口が試合中に負傷で退場したため急遽マウンドに桑田が上がり、相手打線を抑えてチームを甲子園出場に導く。以降は田口は調子が戻らず、桑田がエースに定着する。夏の甲子園では、1年生で背番号「11」ながら同校の事実上のエースとして出場し、1回戦の埼玉県立所沢商業高等学校戦で甲子園デビューした。2回戦の大分県立中津工業高等学校戦を3安打完封、初本塁打。準決勝では、水野雄仁を擁して史上初の夏春夏の甲子園三連覇を目指した「やまびこ打線」の徳島県立池田高等学校と対戦。初回池田打線に立て続けに良い当たりをされた時は背筋が寒くなり、「何回まで持つかな…」と思ったというが、すぐに「自分は1年生だし、元々打たれて当たり前。打たれても自分が悪いんじゃなく、あっちが偉いんや」と気を取り直し、その後は味方のファインプレーにも助けられそのまま7-0と完封。1-0でリードの二回裏の二死二塁でバッターボックスに立った桑田は、「ホームラン以外で出塁してスタミナ消耗するより、三振でも良いのでフルスイングでホームランを狙う方がベター」と考え、レフトスタンドに2点本塁打を放ち、水野から甲子園で初めて本塁打を打った選手となる（自身、この大会2本目の本塁打）。決勝では横浜商業高校を3-0と下して優勝を飾り、学制改革以降最年少優勝投手（15歳）の記録を立てた。1年生投手が夏の甲子園の決勝に駒を進める例は坂本佳一、荒木大輔のように過去にもあったが、いずれも準優勝に終わっており、桑田はそのジンクスを破ったことになる。また、この夏の甲子園の活躍により1年生で唯一、全日本高校選抜メンバーに選ばれ、アメリカ遠征を経験した。帰国後、1年生で優勝し、首脳陣の信頼を勝ち得た桑田は、中村監督に全体練習の短縮化（3時間程度）と個人練習の強化、大会後の投手のノースロー調整を中村監督に志願し、了承されたことから、以降のPL学園の練習方法として定着した。
1984年の2年生での春のセンバツ、夏の甲子園はいずれも決勝で敗れ準優勝。この夏の相手だった取手二高には高校日本代表で一緒になったメンバーがおり、秋の国体後に訪問し、笑顔で野球を楽しむスポーツの原点を再確認して、その後に生かした。
1985年、3年生の春のセンバツはベスト4、夏の甲子園は決勝戦で宇部商業高校を下し優勝。
高校野球激戦区の大阪から甲子園に出場可能な5回全てに出場し、そのうち4度決勝に進出し1年夏と3年夏の2回優勝という記録を清原と共に打ち立てる。甲子園での通算勝利数は吉田正男に次ぐ歴代2位で学制改革以後は1位（20勝3敗）。また、甲子園での通算奪三振記録（150個）も単独一位であり、通算登板数は25試合で単独一位であり、通算投球回数の197回2/3も単独一位を記録しているなど、多くの記録で1番になっており、以後もこれらの記録は破られていない。なお、当時「夏の甲子園の優勝投手はプロで大成しない」と言われていたが、桑田がプロで173勝の成績を残したため、このジンクスも桑田によって破られた形となった。桑田はプロに進んだ時のことを考え、ストレートとカーブのみで3年間通した。ある時、試合でストレートとカーブしか投げない桑田に対して清原が「もっと簡単に勝てるんだし、スライダーやシュートもキレてんのに何で投げへんねん？」と問い詰めると、上述のことを言われ「とんでもないヤツと一緒に野球をやっとったんや」と驚愕したという。
打者としての才能にも優れ、甲子園通算本塁打数も清原に次ぐ歴代2位の6本である（内訳⇒高1夏：2、高2春：2、高2夏：1、高3春：0、高3夏：1）。高校通算25本塁打。5回の大会の中で桑田・清原のいたPL学園を1失点以内で抑えた投手（田口竜二、山口重幸、渡辺智男）はいずれもプロ入りをしている。
また、桑田は高校卒業後には早稲田大学（教育学部）への進学を希望していた。「スポーツ推薦ではなく勉強の実力で合格したい」との信念から、夜遅くまで学科の勉強を行っていたという。野球部の寮にあった「勉学室」を桑田は頻繁に利用し、ほぼ常に桑田一人の貸し切り状態であったと、後の2020年に桑田および後輩であった片岡篤史が語っている。

### ドラフト指名
1985年度プロ野球ドラフト会議にて読売ジャイアンツ（巨人）から1位指名を受け、入団。
桑田は事前に「早稲田大学へ進学する」と表明しており、他の球団は桑田への指名を回避していた。唯一指名した巨人が、くじ引き抽選なしに桑田を獲得した格好となった。そのため、「桑田と巨人との間に密約があったのではないか」と囁かれた（KKドラフト事件）。ドラフト後には実家には抗議や嫌がらせが殺到し警備を頼まざるをえない状況にまでなったという。
桑田自身は密約を否定した上で、「巨人に行かないと言ったことはない。春の選抜が終わった時点で、巨人が一位指名してくれたらプロに行こうと決めた。当時のドラフトでは進学を示唆しながらもプロに入団した選手は自分以外にも大勢いる」と弁明している。
また、後の2020年には「巨人から裏金を受けたことはプロ入り後にもわたって一度もない。指名されたことは予想外であり、当時の私は体格的にも技術的にも大学を経てからプロ入りすべきだと考えていた。だからこそ進学のために勉強を続けていた」と語った。桑田は以前から巨人ファンであったが、「PL、早稲田、巨人」という経歴が目標だったという。一方で「心の底には『清原と一緒に巨人に行ければいいな』という気持ちもあった」と述べた。
なお、ドラフト当日には巨人以外の3球団が「桑田を1位指名する予定だ」と桑田の父へ伝えており、桑田は父へ「早稲田へ行く」と告げたという。しかし、その3球団は実際には清原を1位指名し、結果的に巨人だけが桑田を1位指名したと、のちに桑田が明かしている。
ドラフト当日のインタビューで巨人監督の王貞治は「チームの状況を考えれば補強ポイントは投手。投手と言えば桑田」「時期は言えないが、ずっと前から桑田一本で行こうと決めていた」と、指名はドラフト当日の気まぐれな決断ではないことを明かした。桑田で行こうと決断したポイントとして、「状況に応じたピッチングが出来ること」、桑田の印象に残るプレーとしては、1985年春の「第57回選抜の天理高校戦でトリプルプレーを決めたこと」を挙げている。

## 経歴（プロ野球時代）

### 王監督時代（1986年 - 1988年）
プロ入り前後は本職の投球だけでなく、打撃や守備も優れていた桑田について野手転向を薦める者も多かったが、球団と桑田の意向から転向はせず、投手として1986年5月25日の中日ドラゴンズ戦でプロ初登板。6月5日の阪神タイガース戦で初勝利を初完投で飾る。
2年目の1987年7月8日、札幌市円山球場での広島東洋カープ戦で、自らの3点本塁打と適時打でチームの全4得点をもたらした上で、プロ初完封勝利を挙げる。2号本塁打は9月1日の後楽園球場での中日戦で、前回の対戦で無安打無得点試合を達成した近藤真一からソロ本塁打を打った。近藤にとってはプロ5試合目の登板(先発4)で初の被本塁打で、5失点で初の敗戦投手にもなった（桑田は勝ち負け付かず）。このシーズンは15勝6敗、防御率2.17の成績を挙げ最優秀防御率のタイトルを獲得、沢村賞に選ばれた。また、堀内恒夫以来の10代での2桁勝利となった。同年の日本シリーズでは第1戦と第5戦に先発したが、いずれの試合も自らのエラーで自滅し、序盤で降板した。
翌1988年には、球団史上最年少の20歳0か月で開幕投手に抜擢された。

### 第2次藤田監督時代（1989年 - 1992年）
1989年からは監督の藤田元司独特の先発理論にもとづき斎藤雅樹、槙原寛己と共に3人の先発の軸として使われ「三本柱」と称された。
2年連続で開幕投手に指名された1989年は開幕から負けなしの5連勝スタート。自己最多の17勝を記録した。近鉄バファローズとの日本シリーズは、第2戦こそ敗戦投手になったが、第6戦に勝利投手になってチームの日本一に貢献した。
もっとも、この年の夏頃から週刊誌でスキャンダルが報じられ、翌1990年2月、その情報源である中牧昭二によってスポーツ用品メーカーとの関係を暴露する内容の書籍『さらば桑田真澄、さらばプロ野球』が出版された。その書籍では、桑田が親しくしている会員制メンバーズクラブの社長に登板日を教えたらしい旨の記述や会員の勧誘に成功の報酬として現金をもらう記述があり、さらに同社長がかつて常習賭博罪で有罪判決を受けたことも明らかになった。そのため、桑田が野球賭博に関与しているのではないかとの臆測を招き、その件も週刊誌やスポーツ紙等で騒がれることとなった。当初、桑田は登板日漏洩の事実と金品の授受の事実をいずれも否定したが、その後それが虚偽であったことが判明した。そこで、巨人は、3月30日、桑田に対し、金品の授受等が統一契約書17条（模範行為）に反するとして、シーズン開始後登板禁止1か月、罰金1000万円の処分を下した。この件は、国会でも採り上げられるなど社会問題化した。中牧との間では、野球賭博には関与していないことが確認されている。
1990年のシーズンは、1か月の謹慎後、2試合連続完封でシーズン復帰するなど、遅れをものともせず勝利数・防御率ともに同僚の斎藤に続いてリーグ2位と活躍した。オールスターファン投票でも、与田剛に次いで投手部門で2位となるが、監督推薦から漏れて出場できなかった。日本シリーズは第3戦に先発し、初めて完投（8イニング）したが、7失点と打ち込まれ敗戦投手になった。
1991年は、前年6人で80勝を挙げた先発陣が軒並み不調に陥る中で孤軍奮闘し、あらゆる項目でチーム内トップとなる成績を残す。しかし、1992年は6年連続2桁勝利を記録したものの不調に陥り、6月から7月のチーム10連勝、4連勝、7連勝をいずれも桑田が止めてしまい、テレビや新聞にて連勝ストッパーと名付けられてしまった。

### 第2次長嶋監督時代（1993年 - 2001年）
長嶋茂雄が2度目の巨人監督へ就任した1993年も前年に続いて打線の援護に恵まれないこともあって精彩を欠き、野手転向論が再度沸くようになる。この時期の不調に関して、当時セ・リーグの審判だった田中俊幸の著書「審判だからわかること」によると「低めの球に伸びがなく、それまでストライクとコールしていた球が外れるようになっていた」という。1994年シーズンは、14勝11敗、防御率2.52、奪三振185の成績を挙げ、最多奪三振のタイトルを獲得。シーズンを通しての活躍でセ・リーグ最優秀選手 (MVP) に選出される。8月13日の阪神タイガース戦（東京ドーム）では、セ・リーグタイ記録の16奪三振（毎回奪三振も記録）で完封。また、10.8決戦（日本プロ野球史上初めて「リーグ戦（公式戦・レギュラーシーズン）最終戦時の勝率が同率首位で並んだチーム同士の直接対決」という優勝決定戦）で、7回から救援登板、9回までを無失点に抑えて胴上げ投手となる。
1994年の桑田について、投手コーチであった堀内恒夫は、「投手としての絶頂期だった」と振り返っている。

#### 10.8決戦
（特記事項以外、10.8決戦における出典は『試練が人を磨く』（1995年5月 ISBN 978-4594017125）pp.85-97）
1994年10月5日、神宮球場でのヤクルト戦に先発登板した際は、8回二死までノーヒットノーランに抑え、投手コーチの堀内の指示で、8日に備えるため、完封のかかった9回を回避、降板。7日夜、宿舎で監督の長嶋茂雄から呼び出され、「しびれるところで、いくぞ」と言われて、意欲満々で試合当日に臨んだ。
当日8日は、試合前の練習時に桑田が巨人投手陣の鍵を握ると見たファンからの熱い声援を受けて、15分くらい涙が止まらなかった。試合開始し初回からブルペンに入っていたが、「体は、疲れでバリバリ」という状態であった。
7回3点リードの状態から登板し、「（準備は十分であったが、狭いナゴヤ球場等の条件下で）正直にいうと、怖かった」と述べている状況であった。8回先頭打者のPLの後輩で同室だった立浪和義が一塁ベースに執念のヘッドスライディングで左肩を痛めて負傷退場となりながら内野安打としたシーンに感動したことを認めている。9回裏二死小森哲也を大きなカーブで空振り三振に打ち取り、3イニングを無失点に抑えてセーブを挙げた。『ベースボールマガジン』2009年3月号は、「（最後の打者が三振の）直後の桑田のガッツポーズは多くの野球ファンの記憶に刻み込まれているはずだ」（pp.72-73）と記述している。試合前に涙を流し続けていたので、試合終了後は特に涙は出てはいなかった。
1994年の日本シリーズでは、第1戦で序盤に打ち崩された後は第3戦で終盤の救援登板でセーブを挙げ、第5戦で先発登板して完投勝利を挙げ、1勝1敗1セーブであった。桑田は、本当に巨人のエースとして認められる一方、1994年終盤の酷使から下記の肘の手術に入っていくという分岐点として、10.8決戦を振り返っている。

#### 右肘負傷と再起
1995年5月24日の阪神戦で、3回表に湯舟敏郎の放った三塁線沿いの小フライ捕球の際に右肘を強打し、その後も6回途中に降板するまで遜色無い投球を続けていたが大事を取って二軍調整となった（その間に肘の精密検査は受けず）、6月15日の対阪神11回戦にて約3週間ぶりの一軍先発したが、初回から失点するなど精彩を欠き5回には走者がいない状態で相手投手に四球を記録し次の打者を打ち取ったとこで自ら降板を訴え交代。後日、肘の精密検査をしたところ、側副靭帯断裂の重傷を負っていたことが判明。治療のため、自身の左手首から健全な靭帯を移植するトミー・ジョン手術を受けることを選択し渡米した。
1995年シーズン残りと1996年の全シーズンを棒に振り、1997年4月6日の試合で661日ぶりに復帰した。カムバックの際、マウンドにひざまずきながらプレートに右肘をつけたシーンが取り上げられたが、バント飛球に対し迷わずダイブする桑田の姿もあった。復帰した同年は球数制限があったこともあり完投は無かったが、2年ぶりに規定投球回をクリアし、勝ち星も10勝を挙げた。
1998年のヤクルトとの開幕戦で9年ぶりに開幕投手を務め、9回二死から金石昭人の救援を仰ぎ完投は逃したが、勝ち星を挙げている。この年は最多勝争いに加わる16勝を挙げたが、1勝差で川崎憲次郎に及ばなかった。前年は100球限定での登板だったが、この年は球数制限もなくなり復帰後初完封を含む7完投を記録した。
1999年は開幕投手を務める予定だったが直前に風邪を引いてしまい登板を回避（代わりにチームでは初の外国人開幕投手になったバルビーノ・ガルベスが登板）桑田は二戦目に登板したが2回途中ボーク絡みで6失点KOされ、次の登板は中14日も空いた。その後はローテーションを守っていたが勝ち星に恵まれず先発としては7勝9敗防御率4.23の成績に終わる。リーグ終盤には抑えの槙原寛己の救援失敗が目立ち、10.8決戦以来となる公式戦救援登板に回った。リリーフとしては9試合に登板し1勝0敗5セーブ、防御率0.00の好成績を挙げた。
2000年は開幕ローテーションに入ったが、不振で6月から先発から外され残りのシーズンはリリーフ登板となった。槙原が故障離脱したこともあり、再び抑えを担当したが前年のような安定感は無く、岡島秀樹が入れ替わり抑えに定着。チームは4年ぶりにリーグ優勝を果たした。日本シリーズでは、第二戦にチームが大量リードされた8回から登板、2回を無失点に抑えたがこの登板のみで終わった。
2001年も開幕ローテーション入りしたが不調で、以降は先発の谷間と中継ぎ登板となり4勝5敗の成績で終わった。同シーズン終了後、巨人の一時代を築いた斎藤、槙原、村田真一などのベテラン勢が引退し、長嶋も監督を勇退した。

### 第1次原 - 堀内監督時代（2002年 - 2005年）
2002年からは原辰徳が巨人の監督に就任し、桑田は前年オフに引退を決意していたが、原から「来年も一緒にやろう」と声を掛けられ現役を続行した。
この年は古武術を応用したトレーニング、投球フォームを取り入れたのが功を奏し、4年ぶりの2桁勝利を果たす。15年ぶりの最優秀防御率のタイトルを獲得し、チームのリーグ優勝に貢献した。規定投球回に到達しての防御率2点台は1994年以来8年ぶりだった。西武ライオンズとの日本シリーズでは第2戦に先発し、7回1失点で日本シリーズでは1994年の第5戦以来の勝利投手となる。チームはストレートの4連勝で日本一に輝いた。なお桑田にとってはこの年が最後のリーグ優勝と日本一となった。9月18日の横浜戦(東京ドーム)では3失点で完投勝利を挙げ、打撃ではシェーン・バワーズから8年ぶりとなるソロ本塁打も打った（東京ドームでは10年ぶり2本目）。完投・本塁打はいずれも現役最後であった。打撃成績は打率.294（51打数15安打）で、規定投球回の到達シーズンでは自身最高だった。
2003年には足首を捻挫し、前年のような投球ができず5勝3敗、防御率5.93と不安定な成績となった。
2004年は3勝5敗、防御率6.47の成績に終わり、この年から就任した堀内恒夫監督からは「俺は晩節を汚さなかった」と引退勧告ともいえる発言を受けている。
2005年は勝てない試合が続き、12試合に先発し0勝7敗、防御率7.14に終わるが、2006年も現役続行が決まった。

### 第2次原監督時代（2006年）
2006年4月13日の広島戦で600日ぶりとなる勝利を挙げたが、この試合で走塁中に右足首を捻挫し、同27日の広島市民球場での広島戦では3回途中6失点で降板し敗戦投手となった。この試合が一軍での最後の登板となった。その2日後に登録抹消された。

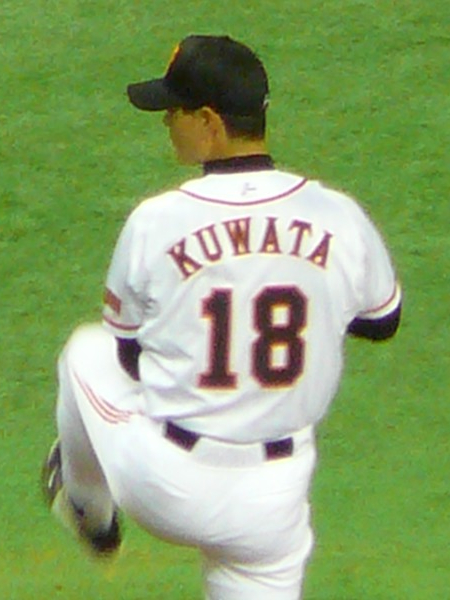
2006年当時

しばらく二軍で調整を続け、原が視察する8月21日のイースタン・リーグのヤクルト戦に先発するが、2回途中で降板した。以降、首脳陣から一切声はかからなかったことから、吉村禎章二軍監督に、首都圏での最終登板機会である9月24日、読売ジャイアンツ球場での二軍戦は自分に投げさせてくれるよう懇願した。本人は「球団が処遇をはっきりしてくれないので、お世話になったファンに巨人での最後の登板を知らせるには、これしか方法がなかった」とし、9月23日に球団公式ホームページ内の自身のページ『LIFE IS ART』で、退団と二軍戦登板を示唆する内容の文章を掲載する。
動向が注目されていたが、11月2日、2007年シーズンよりメジャーリーグベースボール（MLB）に挑戦することを表明し、結局『引退試合』は『お別れ会』としてファン感謝デーで行われることとなった。11月23日に東京ドームで行われた「ジャイアンツ・ファンフェスタ2006」で、「18番 桑田真澄の野球は、心の野球です。今はただ感謝の気持ちしかありません。（略）…さようなら、そして21年間本当にありがとうございました」と挨拶した。

### パイレーツ時代（2007年）
2006年12月20日、ピッツバーグ・パイレーツとマイナー契約を結ぶことが発表された。日本人選手初のパイレーツ（及び傘下球団）との契約選手となった。
2007年の春季キャンプに招待選手として参加し、キャンプ終盤までメジャーキャンプに残り、開幕ロースター入りを目指していた。3月26日のトロント・ブルージェイズとのオープン戦に登板した際、センター前ヒットを打たれ三塁ベースカバーに入る際に球審のウォーリー・ベルと激突し、右足首の靭帯を断裂した。この試合は審判3人制で、ベル球審は三塁での判定をするため三塁に向かって走っており、桑田と交錯することとなった。当面は怪我からの回復・リハビリに努めることを余儀なくされた。
パイレーツは桑田を解雇せず、3Aインディアナポリス・インディアンズ所属のマイナー選手のままで、3Aの故障者リストに入った。フロリダでリハビリを続け、5月19日にフリー打撃、5月24日に練習試合での登板を経て、3Aインディアナポリス・インディアンズに合流した。6月2日に3Aでの公式戦初登板を果たした。
パイレーツの中継ぎ陣が壊滅状態であったというチーム事情も手伝い、6月9日にメジャー昇格し、6月10日にヤンキースタジアムで行なわれたニューヨーク・ヤンキース戦でメジャー初登板を果たした。39歳70日でのメジャーデビューは当時日本人選手の史上最高齢（現在は高橋建に次いで2位）であり、メジャー全体でも第二次世界大戦以後ではサチェル・ペイジの42歳、ディオメデス・オリーボの41歳に次ぐ第3位の年長記録となった。
昇格当初は敗戦処理などでの登板が続いたが、監督のジム・トレーシーから「大事な場面でストライクが取れる」と評価を受け、中継ぎとして重要な場面での登板を任される機会が出てきた。しかし打ち込まれる場面が増え、1勝も挙げないまま8月14日（日本時間では15日）に戦力外通告を受けた。退団時は「何も悔いはない」「メジャーリーガーになれた充実感でいっぱい」と清々しい表情で語るなど引退を示唆していた。
2008年1月8日に再びパイレーツとマイナー契約を結び、春季キャンプに招待選手として参加することを自身のブログで公表した。オープン戦では好投を見せたが、若手を起用する球団構想から外れ、メジャー昇格が絶望的となったことを機に3月26日、引退の意思をブログで明らかにし、帰国。
6月にはスカイマークスタジアムで巨人時代の同僚の吉原孝介を加え、清原和博の打撃投手を務め、9月23日に茨城ゴールデンゴールズ主催の引退試合を行った。

## 経歴（現役引退後）
引退後は野球解説者・評論家（日本テレビ・スポーツ報知専属野球解説者・野球評論家。TBS・J-SPO大リーグゲストコメンテイターほか）やタレントとして活動した、並行して2009年1月28日に早稲田大学大学院スポーツ科学研究科修士課程1年制コースに合格。
大学院では平田竹男教授の指導を受け、同期生には政治家の中山泰秀や競艇選手の江口晃生などがいる。2010年3月25日、首席で修了した。修士論文の題目は「『野球道』の再定義による日本野球界のさらなる発展策に関する研究」で、最優秀論文賞を受賞した。
2011年9月14日に東日本大震災復興のため、福島県営あづま球場にて仁志敏久や、PL学園の後輩の立浪和義らOBを集結させ、地元の社会人クラブ選抜チームと対戦した。桑田は投手として出場し、130 km/h台後半のストレートを披露した。
日本野球機構で6月にいわゆる「統一球問題」が発覚した際には、同機構が設立した「統一球問題における有識者による第三者調査・検証委員会」に、「特別アドバイザー」という肩書で野球関係者から唯一参加している。
2014年3月には、硬式野球部の特別コーチを務める東京大学で、大学院総合文化研究科の大学院研究生に合格した。同年4月から、コーチ職や従来の活動を続けながら、同研究科で投手・野手の動作の研究を行った。2019年度現在は、生命環境科学系 身体運動科学研究室に所属している。
2014年、グランドジャンプPREMIUM11月号より短期集中連載された野球漫画「ダウト（作画：立沢克美）」の監修を担当した。翌年にはグランドジャンプ愛蔵版コミックスレーベルより単行本が全一巻で発売された。
2016年3月、BCリーグの信濃グランセローズにて臨時コーチとして指導に当たった。チームで以前指揮を執っていた今久留主成幸監督がPL学園在籍の同期であり、またこの年に長男である桑田真樹が信濃に移籍するなど縁が重なり、球団側の要請により実現した。
2017年12月、現役時代に愛用していたメーカーのワールドペガサスと、グラブ開発に関するアドバイザリー契約を締結。パイレーツで現役生活を終えて以来のアドバイザリー復帰。
2018年8月、雑誌Number 958号より自身の半生を振り返る連載がスタート。また同月開催の第100回全国高等学校野球選手権記念大会では、準決勝戦・第一試合直前の金足農高校対日大三高校のレジェンド始球式にスパイク姿で登場し、左打者に対し外角高め速球のストレートを投げ、甲子園球場の観客からは大きなどよめきと拍手が送られていた。なお、同準決勝・第二試合の大阪桐蔭対済美の始球式には、桑田と同学年で、東北高等学校出身の佐々木主浩が出場していた。
2019年1月12日、PL学園硬式野球部OB会会長に就任。同年2月22日、スポーツ庁参与に就任。任期は、2020年3月31日まで。
2021年1月12日、巨人の一軍投手チーフコーチ補佐として現場復帰。前年に既に2021年シーズンのコーチングスタッフは発表済みだったが、監督の原辰徳の発案によって年明けに入閣を打診されたものである。当初は臨時コーチだと思っていたという。将来は指導者の道に進みたいとする希望は現役時代からあったが、あらゆる方向で野球の勉強が必要と思っていたため、現役引退から10年程度は現場に戻ってはいけないと思っていた。
2022年は、投手チーフコーチに昇格した。
2023年は、ファーム総監督に配置転換された。
2024年は、二軍監督に配置転換された。

## 選手としての特徴
高校時代はストレートとカーブだけで投球することを自分への試練としていたが、プロ入り2年目の1987年にはスライダーを習得し投球の幅を広げ、1988年にはスプリット（通称・サンダーボール）の習得に取り組んだ。
一般的にはシュートは肩や肘に負担がかかると言われるが「一番負担がかかる球はカーブとスライダー」「シュートは体に負担がかからない」「解剖学と運動心理学を勉強すれば当たり前の話なんですよ」と語り、シュートは肩肘を傷めるという従来の考えを否定している。
岩本勉によると、ある時インタビューで「あえてスリーボールにしました」と本人が語っていたとのことで、岩本はスリーボールから四球を狙って見逃すバッターの心理を使った投球の組み立てに最初は本当かと疑っていたが桑田の制球力と投球哲学に感心していた。
達川光男は、MSNで連載していたコラム「モノが違いますね」第15回「甲子園が生んだ新旧のスター」（2007年8月24日掲載）において、「桑田という選手は、本当に何でもできる選手でした。ピッチャーとしての能力は言うに及ばず、牽制は上手い、守備は上手い、打撃も野手顔負け」「ピンチの時にバッターが8番の村田（真一）で、ピッチングコーチが村田を敬遠して桑田と勝負しろと言ってきたんです。「いやいや、村田より桑田の方が良いバッターだから、もう一度ベンチで考え直して下さい」と言いましたよ」と述べている。
守備においてもゴールデングラブ賞を8度受賞し、自らも「守備が一番得意で、2番目がバッティング、一番苦手なのがピッチング」と語っていた。
プロ野球選手としては特に恵まれていない体格ながら、理想的な投球フォームと、野球に取り組む真摯な態度によって、彼を模範とする選手はプロアマ問わず今なお多い。

## 指導に対する立場
練習量が非常に豊富と言われることがあるが、実際には「ピッチャーが練習で体を壊すのは言語道断」という考えから、比較的ソフトな練習をしていたとのことであり、指導者たちが「桑田はかなりの練習をしているんだぞ！」という言葉をよく使うことに辟易していたとのこと。
現在の日本の野球の指導のあり方に対して問題点を指摘しており、スポーツニュース（特に準レギュラーの『S☆1』）や野球中継の解説などでよく持論を披露する。技術指導に関するもの以外でも、質よりも単に量を重視する長時間練習や、グラウンドで飲酒、喫煙をするアマチュア野球指導者の姿勢、年長者や指導者に絶対服従、指導中や負けた場合の鉄拳制裁（体罰）は当然、といった日本野球界特有の体育会系思想を厳しく批判している。体罰について「私は、体罰は必要ないと考えています。“絶対に仕返しをされない”という上下関係の構図で起きるのが体罰です。監督が采配ミスをして選手に殴られますか？ スポーツとして最も恥ずかしき卑怯な行為です」と答え、これを「指導者が怠けている証拠」であるとした。体罰が社会問題になった際に多方面から様々な意見が上がったが、暴力絶対禁止を訴えたのは桑田と落合博満であった。
打席に立つ投手に対して、体力温存のためにバットを振らせない指示を出すことには批判的で、「2回や3回の打席でバットを振るスタミナもないようでは、いい投球はできない」と指摘している。

## 人物・エピソード
- 試合中のプレーのみならず、試合前の準備、練習への取り組み、さらに日々の私生活にいたるまで、プロフェッショナルとしてのありかたは落合博満をはじめとする球界関係者から高い評価を得ている[101]。一方で、入団前後より頻発したトラブル（そのほぼすべてが自身の責任によるものではない）により、一般の野球ファンからはある種の色物としてみられることも多く[注釈 16]、現役を通してこのギャップにさいなまれることになった[102]。
- 入団間もない新人時代から慣例を無視してアイシングで肘を守る等、信念を譲らない性格であった[103]。
- 母方の祖父が早稲田大学の出身だったことから[104][105]、子どものころ祖母がよく早稲田大学校歌『都の西北』を唄ってくれており[106]、中学生の時点で早稲田で勉強をしたいという夢を持ったという[107][45]。

- 中学時代も高校時代も3年間恋人がいた。交際相手がいたことで「彼女のためにもエースになって甲子園で優勝したい」という思いがあったほか、彼女の表情を見ることで対戦する打者を観察する力が付いたといい、野球のためにも恋愛は必要であると考えている[108]。

- ハウス食品の「フルーチェ」が好物である。PL学園時代は桑田のためにフルーチェを毎日作る担当の後輩がおり、自分が食べる分に加え、後輩が食べる分も作らせて一緒に食べていた[109]。

- 非喫煙者かつ嫌煙家。巨人在籍時には、自身も含めた非喫煙者が受動喫煙させられることに立腹し、球団スタッフに働きかけて「移動用バスは禁煙車と喫煙車に分乗」、「ロッカールームは禁煙、食堂は喫煙」とチームの分煙化を達成し、春先のキャンプでは禁煙ルームを設置できないので全面禁煙化を達成させた[110][111]。

- 上級生によるいじめ、暴力が横行していたPL学園に於いて真っ向から反対した数少ない人物であり、いじめを目撃した時は「もうその辺にしてあげたら？」と止めていた。決して暴力をふるわない桑田の姿は「天使」と呼ばれ後輩からも慕われていた（相部屋だった立浪和義は、部屋掃除などの雑用を桑田が自分でするため付き人として身の回りの世話をする必要がなく、ベッドに寝転んで漫画を読んでいたという）が、後に巨人でもチームメイトとなった橋本清が打ち込まれベンチで涙を流していると桑田が現れ「オレだってつらい練習なんかしたくない。もしハシくらいの上背があったら、もしキヨ（清原）くらいの体格があったらとつくづく思う。体の小さなオレがそういう人間に勝つには、練習するしかないやろ」と厳しい言葉を掛けており、手を抜いたチームメイトに対する態度は誰よりも厳しかった[112]。高校時代の逸話として、ある試合でミスをした片岡篤史に対して桑田が優しくフォローしてくれたが、目は笑っておらず「手を上げてくれた方がやりすい。先輩の中で桑田さんが一番恐かった」と証言している[113]。

- 2016年2月2日、清原和博が自宅で覚せい剤所持取締法違反の疑いで逮捕されたことを受け、桑田は「ただただ驚いている。ウソであってほしいし、夢であってほしいというのが今の正直な気持ち。もし報道通りなら、人として、野球人として、一緒に戦ってきた仲間として、非常に残念でならない」とショックを隠しきれなかった[114][115]。なお桑田は、清原が逮捕される約3年程前から全く連絡を取らなくなっており、それまで「スポーツマンである以上、暴力や薬からは一番遠い存在でいるべき」などと清原に忠告し続けていたものの、ある日「もう一切関わらないでくれ」と清原の方から突き放されたことを機に、2人して「決別宣言」をしたと語っている[116]。

- 現役を引退して久しい2021年でもトレーニングは継続しており、OB戦や始球式ではかつてのようなピッチングを披露している。練習とはいえ52歳で年不相応の速球でバットを差し込む場面もあった[117]。

## 詳細情報

### 年度別投手成績
| 年 度     | 球 団     | 登 板 | 先 発 | 完 投 | 完 封 | 無 四 球 | 勝 利 | 敗 戦 | セ 丨 ブ | ホ 丨 ル ド | 勝 率 | 打 者 | 投 球 回 | 被 安 打 | 被 本 塁 打 | 与 四 球 | 敬 遠 | 与 死 球 | 奪 三 振 | 暴 投 | ボ 丨 ク | 失 点 | 自 責 点 | 防 御 率 | W H I P |
| --------- | --------- | ----- | ----- | ----- | ----- | -------- | ----- | ----- | -------- | ----------- | ----- | ----- | -------- | -------- | ----------- | -------- | ----- | -------- | -------- | ----- | -------- | ----- | -------- | -------- | ------- |
| 1986      | 巨人      | 15    | 12    | 1     | 0     | 0        | 2     | 1     | 0        | --          | .667  | 261   | 61.1     | 64       | 13          | 17       | 1     | 1        | 57       | 2     | 0        | 36    | 35       | 5.14     | 1.32    |
| 1987      | 巨人      | 28    | 27    | 14    | 2     | 4        | 15    | 6     | 0        | --          | .714  | 823   | 207.2    | 177      | 16          | 43       | 4     | 5        | 151      | 1     | 0        | 59    | 50       | 2.17     | 1.06    |
| 1988      | 巨人      | 27    | 27    | 5     | 1     | 0        | 10    | 11    | 0        | --          | .476  | 806   | 198.1    | 174      | 19          | 53       | 13    | 5        | 139      | 4     | 0        | 80    | 75       | 3.40     | 1.14    |
| 1989      | 巨人      | 30    | 30    | 20    | 5     | 4        | 17    | 9     | 0        | --          | .654  | 995   | 249.0    | 214      | 18          | 54       | 3     | 9        | 155      | 6     | 1        | 77    | 72       | 2.60     | 1.08    |
| 1990      | 巨人      | 23    | 22    | 17    | 2     | 2        | 14    | 7     | 0        | --          | .667  | 748   | 186.1    | 161      | 12          | 40       | 1     | 1        | 115      | 2     | 1        | 58    | 52       | 2.51     | 1.08    |
| 1991      | 巨人      | 28    | 27    | 17    | 3     | 0        | 16    | 8     | 1        | --          | .667  | 934   | 227.2    | 192      | 17          | 58       | 4     | 5        | 175      | 8     | 0        | 89    | 80       | 3.16     | 1.10    |
| 1992      | 巨人      | 29    | 29    | 11    | 3     | 0        | 10    | 14    | 0        | --          | .417  | 912   | 210.1    | 235      | 24          | 64       | 3     | 5        | 152      | 9     | 1        | 112   | 103      | 4.41     | 1.42    |
| 1993      | 巨人      | 26    | 26    | 8     | 1     | 0        | 8     | 15    | 0        | --          | .348  | 745   | 178.0    | 162      | 15          | 61       | 6     | 6        | 158      | 5     | 0        | 85    | 79       | 3.99     | 1.25    |
| 1994      | 巨人      | 28    | 27    | 10    | 1     | 3        | 14    | 11    | 1        | --          | .560  | 836   | 207.1    | 175      | 16          | 51       | 8     | 4        | 185      | 6     | 0        | 65    | 58       | 2.52     | 1.09    |
| 1995      | 巨人      | 9     | 9     | 3     | 1     | 0        | 3     | 3     | 0        | --          | .500  | 265   | 65.1     | 53       | 2           | 18       | 1     | 2        | 61       | 2     | 0        | 22    | 18       | 2.48     | 1.09    |
| 1997      | 巨人      | 26    | 26    | 0     | 0     | 0        | 10    | 7     | 0        | --          | .588  | 580   | 141.0    | 127      | 15          | 37       | 1     | 5        | 104      | 1     | 0        | 68    | 59       | 3.77     | 1.16    |
| 1998      | 巨人      | 27    | 27    | 7     | 1     | 0        | 16    | 5     | 0        | --          | .762  | 779   | 181.0    | 197      | 17          | 46       | 0     | 6        | 116      | 4     | 1        | 88    | 82       | 4.08     | 1.34    |
| 1999      | 巨人      | 32    | 22    | 2     | 0     | 0        | 8     | 9     | 5        | --          | .471  | 608   | 141.2    | 137      | 17          | 57       | 2     | 4        | 100      | 6     | 1        | 69    | 64       | 4.07     | 1.37    |
| 2000      | 巨人      | 30    | 10    | 0     | 0     | 0        | 5     | 8     | 5        | --          | .385  | 385   | 86.0     | 103      | 6           | 28       | 5     | 3        | 49       | 0     | 1        | 43    | 43       | 4.50     | 1.52    |
| 2001      | 巨人      | 16    | 8     | 0     | 0     | 0        | 4     | 5     | 2        | --          | .444  | 226   | 50.1     | 56       | 4           | 19       | 4     | 0        | 31       | 0     | 0        | 29    | 27       | 4.83     | 1.49    |
| 2002      | 巨人      | 23    | 23    | 3     | 1     | 0        | 12    | 6     | 0        | --          | .667  | 640   | 158.1    | 138      | 13          | 38       | 2     | 3        | 108      | 3     | 0        | 51    | 39       | 2.22     | 1.11    |
| 2003      | 巨人      | 14    | 13    | 0     | 0     | 0        | 5     | 3     | 0        | --          | .625  | 314   | 71.1     | 92       | 13          | 16       | 1     | 3        | 46       | 1     | 1        | 48    | 47       | 5.93     | 1.51    |
| 2004      | 巨人      | 16    | 16    | 0     | 0     | 0        | 3     | 5     | 0        | --          | .375  | 357   | 79.1     | 100      | 16          | 28       | 1     | 4        | 39       | 4     | 0        | 58    | 57       | 6.47     | 1.61    |
| 2005      | 巨人      | 12    | 12    | 0     | 0     | 0        | 0     | 7     | 0        | 0           | .000  | 238   | 49.2     | 65       | 7           | 23       | 2     | 5        | 34       | 4     | 0        | 43    | 40       | 7.25     | 1.77    |
| 2006      | 巨人      | 3     | 3     | 0     | 0     | 0        | 1     | 1     | 0        | 0           | .500  | 55    | 11.2     | 19       | 4           | 1        | 0     | 0        | 5        | 0     | 0        | 11    | 9        | 6.94     | 1.71    |
| 2007      | PIT       | 19    | 0     | 0     | 0     | 0        | 0     | 1     | 0        | 3           | .000  | 103   | 21.0     | 25       | 6           | 15       | 4     | 1        | 12       | 0     | 0        | 23    | 22       | 9.43     | 1.90    |
| NPB：20年 | NPB：20年 | 442   | 396   | 118   | 21    | 13       | 173   | 141   | 14       | 0           | .551  | 11507 | 2761.2   | 2641     | 264         | 752      | 62    | 76       | 1980     | 68    | 7        | 1191  | 1089     | 3.55     | 1.23    |
| MLB：1年  | MLB：1年  | 19    | 0     | 0     | 0     | 0        | 0     | 1     | 0        | 3           | .000  | 103   | 21.0     | 25       | 6           | 15       | 4     | 1        | 12       | 0     | 0        | 23    | 22       | 9.43     | 1.90    |

- 各年度の太字はリーグ最高

### 年度別守備成績
| 年 度 | 球 団 | 投手（P） | 投手（P） | 投手（P） | 投手（P） | 投手（P） | 投手（P） |
| 年 度 | 球 団 | 試 合     | 刺 殺     | 補 殺     | 失 策     | 併 殺     | 守 備 率  |
| ----- | ----- | --------- | --------- | --------- | --------- | --------- | --------- |
| 1986  | 巨人  | 15        | 2         | 11        | 0         | 1         | 1.000     |
| 1987  | 巨人  | 28        | 11        | 51        | 0         | 3         | 1.000     |
| 1988  | 巨人  | 27        | 23        | 43        | 1         | 4         | .985      |
| 1989  | 巨人  | 30        | 15        | 52        | 4         | 1         | .944      |
| 1990  | 巨人  | 23        | 13        | 40        | 3         | 1         | .946      |
| 1991  | 巨人  | 28        | 24        | 58        | 1         | 1         | .988      |
| 1992  | 巨人  | 29        | 15        | 49        | 3         | 6         | .955      |
| 1993  | 巨人  | 26        | 10        | 42        | 1         | 2         | .981      |
| 1994  | 巨人  | 28        | 14        | 39        | 4         | 3         | .930      |
| 1995  | 巨人  | 9         | 5         | 13        | 1         | 0         | .947      |
| 1997  | 巨人  | 26        | 10        | 28        | 3         | 1         | .927      |
| 1998  | 巨人  | 27        | 12        | 40        | 3         | 5         | .945      |
| 1999  | 巨人  | 32        | 15        | 25        | 0         | 1         | 1.000     |
| 2000  | 巨人  | 30        | 9         | 12        | 2         | 1         | .913      |
| 2001  | 巨人  | 16        | 5         | 12        | 0         | 1         | 1.000     |
| 2002  | 巨人  | 23        | 15        | 32        | 1         | 3         | .979      |
| 2003  | 巨人  | 14        | 6         | 17        | 0         | 2         | 1.000     |
| 2004  | 巨人  | 16        | 8         | 18        | 0         | 1         | 1.000     |
| 2005  | 巨人  | 12        | 7         | 10        | 0         | 0         | 1.000     |
| 2006  | 巨人  | 3         | 3         | 2         | 0         | 0         | 1.000     |
| 2007  | PIT   | 19        | 1         | 4         | 0         | 1         | 1.000     |
| NPB   | NPB   | 442       | 222       | 594       | 27        | 37        | .968      |
| MLB   | MLB   | 19        | 1         | 4         | 0         | 1         | 1.000     |

- 各年度の太字はリーグ最高
- 太字年はゴールデングラブ賞受賞

### 通算打撃成績
|         | 試 合 | 打 数 | 得 点 | 安 打 | 二 塁 打 | 三 塁 打 | 本 塁 打 | 塁 打 | 打 点 | 盗 塁 | 盗 塁 死 | 犠 打 | 犠 飛 | 四 球 | 敬 遠 | 死 球 | 三 振 | 併 殺 打 | 打 率 | 出 塁 率 | 長 打 率 | O P S |
| ------- | ----- | ----- | ----- | ----- | -------- | -------- | -------- | ----- | ----- | ----- | -------- | ----- | ----- | ----- | ----- | ----- | ----- | -------- | ----- | -------- | -------- | ----- |
| NPB通算 | 478   | 890   | 75    | 192   | 34       | 5        | 7        | 257   | 79    | 0     | 0        | 110   | 8     | 41    | 0     | 0     | 265   | 12       | .216  | .248     | .289     | .537  |

- メジャーリーグ在籍時は打席に立っていない。
- 打率・出塁率・長打率・OPSは、通算38本塁打の金田正一（打率.198・出塁率.238・長打率.287・OPS.524[注釈 17]）や通算21本塁打の堀内恒夫（打率.172・出塁率・196・長打率.262・OPS.459）よりも上である。通算打率.216は、1951年以降にプロ入りし通算500打数以上を記録した投手の中では、歴代最高記録。

### タイトル
NPB
- 最優秀防御率：2回（1987年、2002年）※2002年における15年ぶりの受賞は、連盟表彰となるタイトルの最大ブランクである。
- 最多奪三振：1回（1994年）
- 最高勝率 ：1回（1998年）（※当時連盟表彰なし）。セントラル・リーグでは、1972年までと2013年以降表彰。

### 表彰
NPB
- 沢村栄治賞：1回（1987年）
- 最優秀選手：1回（1994年）
- ベストナイン：1回（1987年）
- ゴールデングラブ賞：8回（1987年、1988年、1991年、1993年、1994年、1997年、1998年、2002年）※投手最多タイ記録（他は西本聖）
  - 三井ゴールデン・グラブ レジェンズ（投手部門）
- 最優秀投手：1回（1987年）
- 日本シリーズ優秀選手賞：1回（1994年）
- 最優秀バッテリー賞：1回（1994年 捕手：村田真一）
- 月間MVP：4回（1987年7月、1991年4月、1993年5月、1998年8月）
- 優秀JCB・MEP賞：1回（1991年）
- 報知プロスポーツ大賞：2回（1987年、1994年）
- ヤナセ・ジャイアンツMVP賞：1回（1994年）
- ゆうもあ大賞：1回（2008年）

### 記録

#### NPB
初記録
- 初登板：1986年5月25日、対中日ドラゴンズ7回戦（ナゴヤ球場）、8回裏に2番手で救援登板、1回1失点
- 初奪三振：同上、8回裏に鈴木康友から
- 初先発：1986年5月28日、対阪神タイガース10回戦（阪神甲子園球場）、3回1/3を4失点
- 初勝利・初完投勝利：1986年6月5日、対阪神タイガース10回戦（後楽園球場）、9回2失点
- 初完封勝利：1987年7月8日、対広島東洋カープ11回戦（札幌市円山球場）
- 初セーブ：1991年4月14日、対広島東洋カープ3回戦（広島市民球場）、8回裏に2番手で救援登板・完了、1回無失点
- 初安打：1986年6月5日、対阪神タイガース10回戦（後楽園球場）、5回裏に佐藤秀明から単打
- 初打点：1987年4月28日、対中日ドラゴンズ4回戦（ナゴヤ球場）、2回表に鈴木孝政から先制2点適時打
- 初本塁打：1987年7月8日、対広島東洋カープ11回戦（札幌市円山球場）、4回裏に北別府学から先制決勝3ラン

節目の記録
- 1000投球回：1991年6月21日、対横浜大洋ホエールズ13回戦（東京ドーム）、2回表三死目に達成 ※史上242人目
- 1000奪三振：1993年6月12日、対中日ドラゴンズ10回戦（ナゴヤ球場）、1回裏にアロンゾ・パウエルから ※史上89人目
- 1500投球回：1993年9月29日、対中日ドラゴンズ22回戦（ナゴヤ球場）、2回裏一死目に達成 ※史上137人目
- 100勝：1994年7月6日、対阪神タイガース15回戦（阪神甲子園球場）、9回1失点完投勝利 ※史上111人目
- 1500奪三振：1998年6月17日、対中日ドラゴンズ13回戦（東京ドーム）、4回表に山崎武司から ※史上42人目
- 2000投球回：同上、9回表三死目に南渕時高を右飛で達成 ※史上78人目
- 150勝：2001年8月10日、対ヤクルトスワローズ20回戦（東京ドーム）、先発登板で7回1失点 ※史上44人目
- 2500投球回：2002年8月13日、対ヤクルトスワローズ20回戦（東京ドーム）、3回表三死目に佐藤真一を遊撃ゴロで達成 ※史上42人目

その他の記録
- 危険球退場：3回 ※浅尾拓也、内海哲也と並びNPB2位タイ
  - 1995年4月8日、対ヤクルトスワローズ2回戦（東京ドーム）、9回表に飯田哲也に
  - 1999年9月12日、対阪神タイガース24回戦（阪神甲子園球場）、9回裏に八木裕に
  - 2005年8月14日、対阪神タイガース15回戦（東京ドーム）、1回表に矢野輝弘に
- オールスターゲーム選出：8回（1987年 - 1989年、1991年 - 1994年、1997年）

#### MLB
初記録
- 初登板：2007年6月10日、対ニューヨーク・ヤンキース3回戦（ヤンキー・スタジアム）、5回表に3番手で救援登板、2回2失点
- 初ホールド：2007年6月19日、対シアトル・マリナーズ1回戦（セーフコ・フィールド）、8回裏に4番手で救援登板、0回1/3無失点
- 初奪三振：2007年6月21日、対シアトル・マリナーズ3回戦（セーフコ・フィールド）、6回裏にエイドリアン・ベルトレから

### 背番号
- 18（1986年 - 2007年）
  - 52（2007年春季キャンプ）
- 73（2021年 - ）

## 関連情報

### CM出演
- 久光製薬『エアーサロンパス』（1991年）[118]
- 富国生命
- ナイキ『この試練をありがとうございます』（1997年）
- 映画『守護神』（2007年、声のみの出演）
- グアム政府観光局（2008年 - 2009年）
- サントリー『ボス』贅沢微糖 いいとこドリップ「贅沢バッティングセンター」篇（2009年） ※上野由岐子、伊藤淳史と共演
- スカパー! - 「スカパー！野球王道 全国」篇（2012年）※清原和博との共演。
- 日本中古自動車販売協会連合会 『中古自動車販売士』「Life」篇（2013年、ピアノ演奏のみの出演）
- ソフトバンク『ワイモバイル』「親子 de ダンス」篇（2019年11月29日 - ） ※息子・Mattと共演[119]
- リクルート「AirPay」（2021年、槙原寛己・斎藤雅樹と共に出演）
- イシダ（2022年） ※息子・Mattと共演[120][121]。

### テレビ番組
- プロ野球中継 - フリー解説者として、各局に出演。
  - TBS系列向け - 2008年4月8日の横浜対巨人戦でスペシャルゲストとして現役引退後初解説[122]。[注釈 18]
  - 日本テレビ系列向け[注釈 19]
- J-SPO（TBS） - 大リーグゲストコメンテイター
- 桑田式スポーツK営学（BSジャパン） - MC ※自身としては初めてテレビ番組のMCを担当した[注釈 20]。

### ラジオ番組
- 忘れられた甲子園、忘れられた戦争（2005年12月17日、TBSラジオの『ラジオワールド』枠で放送[134]） - 「幻の甲子園」とも呼ばれる1942年の全国中等学校野球大会に出場した選手へのインタビューで構成された番組[134]。桑田は北海中の選手だった滝沢球磨雄へのインタビューを担当[134]
- ニッポン放送ショウアップナイター - 解説[注釈 21]

### ゲーム
- 八月のシンデレラナイン（2021年）[136]

### Web
- ライズTOKYO株式会社（プロジェクトパートナー）
- 麻生ジャイアンツ（会長）
- 有限会社Life is Art
- ジュルネ・デュ・ヴァン（2013、特別アンバサダー）
- コンディショニング対談 No.01
- 特定非営利活動法人 アミーチ・デル・クオーレ（2009）

### 著書
- 『試練が人を磨く 桑田真澄という生き方』（桑田真澄（著）、扶桑社、1995/4、ISBN 978-4594054878）
- 『野球を学問する』（桑田真澄・平田竹男（共著）、新潮社、2010/3、ISBN 978-4103239611）
- 『心の野球 超効率的努力のススメ』（桑田真澄（著）、幻冬舎、2010/6、ISBN 978-4344018242）
- 『野球の神様がくれたもの』（桑田真澄（著）、ポプラ社、2011/3、ISBN 978-4591121276）
- 『野球道 (ちくま新書) 』（桑田真澄・佐山和夫（共著）、筑摩書房、2011/08、ISBN 978-4480066152）
- 『先生、殴らないで!』学校・スポーツの体罰・暴力を考える（三輪定宣、川口智久、坂上康博との共著）※特別インタビュー収録　かもがわ出版 (2013/8/20)ISBN 4780306345

### 関連書籍
- 『桑田真澄 知られざる野球天才の素顔』（グループ「桑田番」記者（著）、ノラブックス、1986/7、桑田の少年時代に詳しい、ISBN 978-4889810257）
- 『桑田よ 清原よ 生きる勇気をありがとう』（清水哲（著）、ひらく、1997/8、著者はKKコンビの1年先輩で、桑田の中2時にお互いにエースとして対戦、桑田をPL学園に来ないかと電話で直接誘った先輩、寮でも桑田と同室、同志社大学野球部在籍時の試合中の事故により首より下が不自由になる、ISBN 978-4341190163）
- 『桑田真澄 ピッチャーズバイブル』（石田雄太（著）、集英社、1998/4、ISBN 978-4087462180）
- 『野球バカ』（桑田泰次（著）、講談社、2000/7、桑田真澄の実父による著作、桑田の少年時代、大正中学教員による桑田のPL学園進学妨害、PL学園での1年生時の練習や寮での生活の様子、1年で夏の甲子園を制するまでのKKコンビの親と上級生の父母の反目・協力・苦闘と栄光が詳細に描かれる、ISBN 978-4062103046）（脚注では野球バカと表記）
- 『投手・桑田真澄の青春』（石川好（著）、シンコーミュージック・エンタテイメント、2007/3、初出は桑田のプロ1年目～2年目時に『サンデー毎日』で連載されていた『オカルトの投手』、これを単行本に纏めたもの、ISBN 978-4401631032）
- 『巨人軍5000勝の記憶』 読売新聞社、ベースボールマガジン社、2007年。ISBN 9784583100296。p.74～77ほか
- 『不惑 桑田・清原と戦った男たち』（矢崎良一（著）、ぴあ、2008/2、不惑の年（40歳）を迎えたKKコンビと同学年の9人（内プロ経験者8名）にKKコンビに関する取材をしたノンフィクション、渡辺智男、西山秀二、酒井光次郎、小林昭則、高林孝行、大森剛、大塚光二、今久留主成幸、小林至が取材対象、ISBN 978-4835616926）
- 『夢のつづき』（佐々木亨・鈴木洋史・瀬戸口仁・田沢健一郎・服部健太郎・山岡淳一郎（共著）、竹書房、2008/5、メジャーに挑戦した10人を取材したノンフィクション、第一章が桑田の章（執筆：佐々木亨）、大正中学・八尾フレンド関係者に小中学時代の桑田を取材、ISBN 978-4812434505）
- 『男道』（清原和博（著）、幻冬舎、2009/1、清原の桑田に対する熱い想いが語られる、ISBN 978-4344016095）
- 『PL学園OBはなぜプロ野球で成功するのか?』（橋本清（著）、ぴあ、2009/3、橋本清が第1章で桑田を取材、ISBN 978-4835617282）
- 『完本 桑田真澄』（文春文庫）（スポーツ・グラフィックナンバー（編）、文藝春秋、2010/8、『Number PLUS 桑田真澄 完全復刻版』を文庫本化したもの、ISBN 978-4167217853）
- 『プロ野球 KKコンビとライバルたちの名勝負研究』（スコラマガジン、2010/11、ISBN 978-4902307122）
- 『くたばれ桑田真澄、くたばれ巨人軍』（データハウス）